# Beatragus hunteri
Beatragus hunteri ), є видом антилоп, що перебуває під загрозою зникнення, і наразі зустрічається лише в Кенії вздовж кордону із Сомалі. Вперше вид був описаний у 1888 році. Це єдиний живий представник роду Beatragus, хоча інші види відомі за скам'янілостями. Глобальна популяція оцінюється в 300–500 тварин, в неволі немає жодної особини.   Згідно з документом, підготовленим Міжнародним союзом охорони природи, «втрата Beatragus hunteri стане першим вимиранням роду ссавців на континентальній Африці в сучасній історії людства».

## Опис
Beatragus hunteri — це антилопа середнього розміру, від темно-коричневого до рудувато-коричневого кольору, з переважно білими всередині вухами та білим хвостом. Антилопа має дуже гострі, ліроподібні роги, які не мають прикореневої ніжки та виступають на три чверті своєї довжини. З віком шерсть антилоп темніє до темно-сірого кольору, а кількість виступів уздовж рогів збільшується. У тварин є великі темні залози під очма, які використовуються для позначення території і дають їм назву «чотириока антилопа». Вони мають білі «окуляри» навколо очей і перевернутий білий шеврон, що проходить між очима. Роги, копита, вим'я, ніздрі, губи і кінчики вух — чорні. Самці та самки мають схоже забарвлення, хоча самці трохи більші з товщими рогами та темнішою шерстю.     
Кілька джерел зафіксували точні вимірювання особин Beatragus hunteri. Нижче наведені максимальні та мінімальні значення, взяті з усіх джерел: висота в холці: 99–125 см, маса тіла: 73–118 кг, довжина тіла з головою: 120–200 см, довжина рогу: 44–72 см, розмах рогів (найбільша зовнішня ширина): 15–32 см, довжина хвоста: 30–45 см, довжина вуха: 19 см.    Немає даних про те, скільки живуть ці антилопи в дикій природі, але відомо, що в неволі вони живуть 15 років.

## Таксономія
Науковці вважають, що атилопа належить до підродини Alcelaphinae у родині Bovidae, але досі точаться дебати щодо роду, до якого її слід віднести. Рід Alcelaphinae, окрім цього виду, також  містить антилоп конгоні, антилопу гну та топі, корригум, бубала біломордого, блесбок, тянг і цессебе.
Коли антилопу Beatragus hunteri вперше описали, вона отримала аглійську назву Hunter's hartebeest. Незважаючи на це, вид був поміщений в рід Damaliscus з разом із антилопою топі і отримав наукову назву Damaliscus hunteri.    пізніше вид помістили до власного роду як Beatragus hunteri .    
Нещодавні генетичні аналізи каріотипічної та мітохондріальної ДНК підтверджують теорію про те, що вид відрізняється настільки сильно від топі, що його слід віднести до окремого роду.  Beatragus hunteri також різняться своєю унікальною поведінкою. Ні Alcelaphus, ні Damaliscus не займаються флеменом, тобто коли самець пробує на смак сечу самки, щоб визначити її готовність до парування. Це єдині роди голоподібних, які втратили таку поведінку. Beatragus hunteri все ще займається флеменом, хоча це менш очевидно, ніж в інших видів. 
Рід Beatragus виник приблизно 3,1 мільйона років тому і колись був широко поширений на континенті, що підтверджують численні скам'янілості, знайдені в Ефіопії, Джибуті, Танзанії та Південній Африці .    

## Екологія
Антилопа Beatragus hunteri пристосована до посушливого клімату. Середовища їх проживання коливаються від відкритих лук із рідкими чагарниками до лісистих саван із низькими чагарниками та розкиданими деревами, найчастіше на піщаних ґрунтах. Антилопа може довгий час обходитися без води.   Beatragus hunteri віддає перевагу короткій зеленій траві.
Beatragus hunteri ведуть загалом осілий спосіб життя, проте у сухий сезон часто переміщуються у пошуках трави. Вони віддають перевагу травам із високим співвідношенням листя до стебла, а види вважаються важливими в їх раціоні.   Антилопи добре пристосовані до споживання місцевої сухої трави та інших грубих кормів.
Beatragus hunteri часто зустрічаються в асоціаціях з іншими травоїдними видами, зокрема з ориксом, газеллю Ґранта, зеброю Берчелла та топі. Натомість вони уникають антилоп гну, буйволів та слонів. Також вид не конкурує з домашньою великою рогатою худобою, оскільки віддає перевагу короткій траві. 

## Соціальна структура і відтворення
Самиці антилоп народжують насамоті і можуть залишатися окремо від стада до двох місяців, що робить їх уразливими до хижаків. Згодом самиця знову приєднується до стада, що складається з самок та їх дитинчат. Маточні стада налічують від 5 до 40 тварин, хоча середній розмір стада зазвичай становить 7-9 особин. Їх зазвичай супроводжує дорослий самець.    

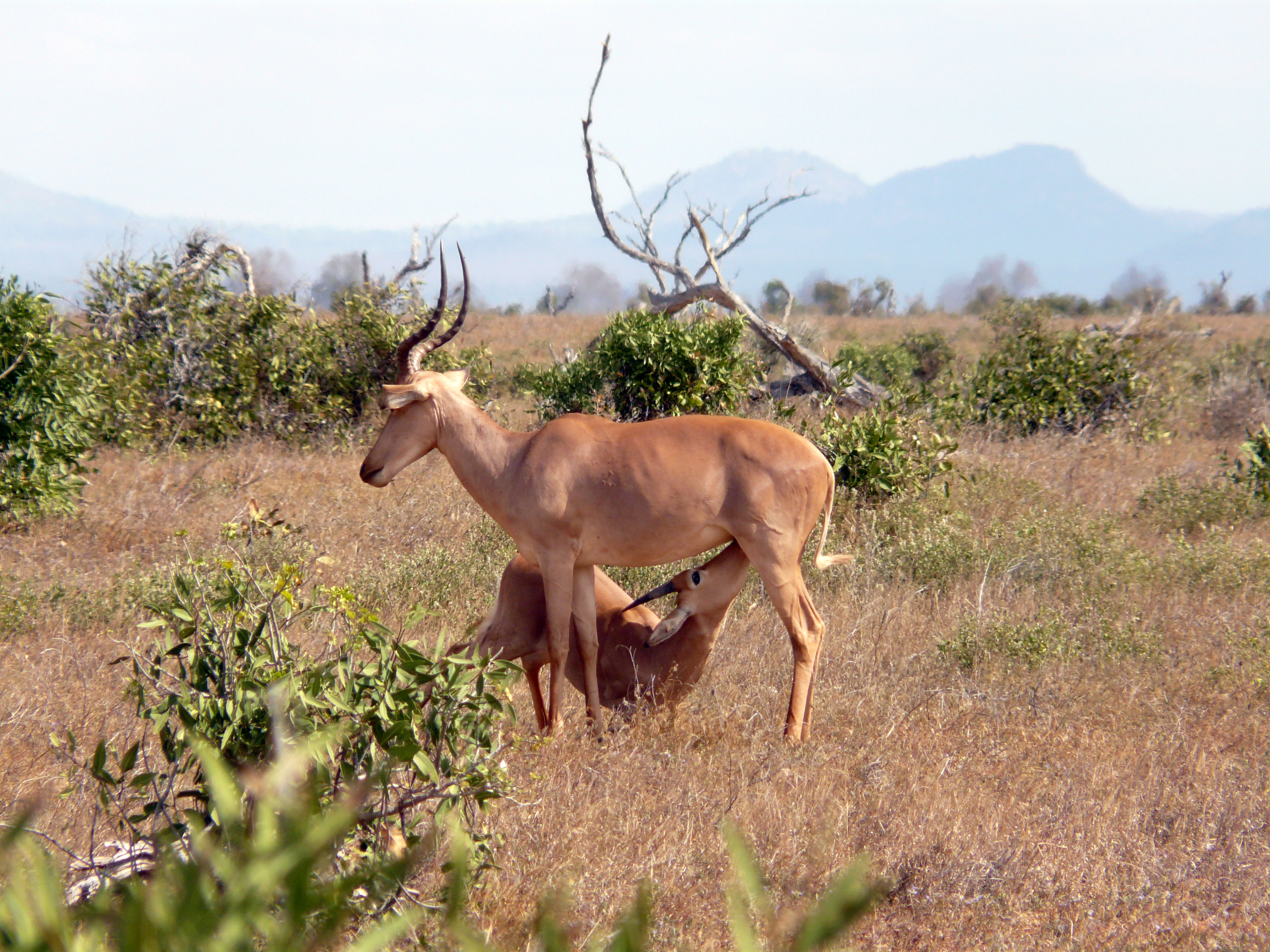
Телята годуються грудним молоком, Східний національний парк Цаво, 2011 рік

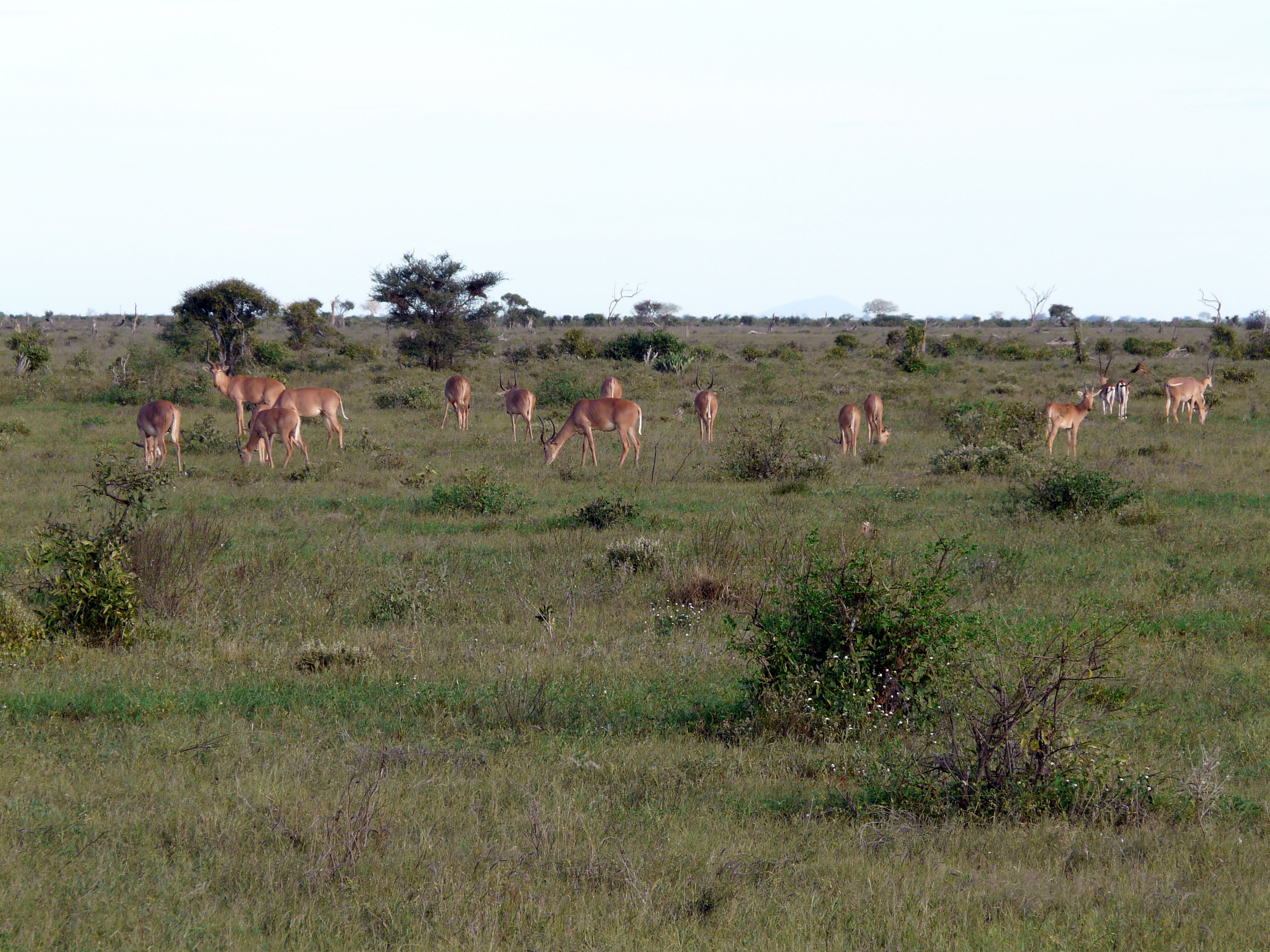
Стадо самиць з телятами, національний парк Цаво Схід, 2011)

Молоді антилопи покидають ясельне стадо у віці приблизно дев'яти місяців і утворюють тимчасові групи. Вони можуть збиратися в змішані або одностатеві невеликі стада; молоді самці можуть формувати холостяцькі стада від 2 до 38 особин; неповнолітні самиці можуть приєднуватися до дорослого самця; якщо немає інших антилоп свого виду, молоді антилопи можуть приєднатися до стада газелей Гранта, чи просто проводити більшу частину часу наодинці.  

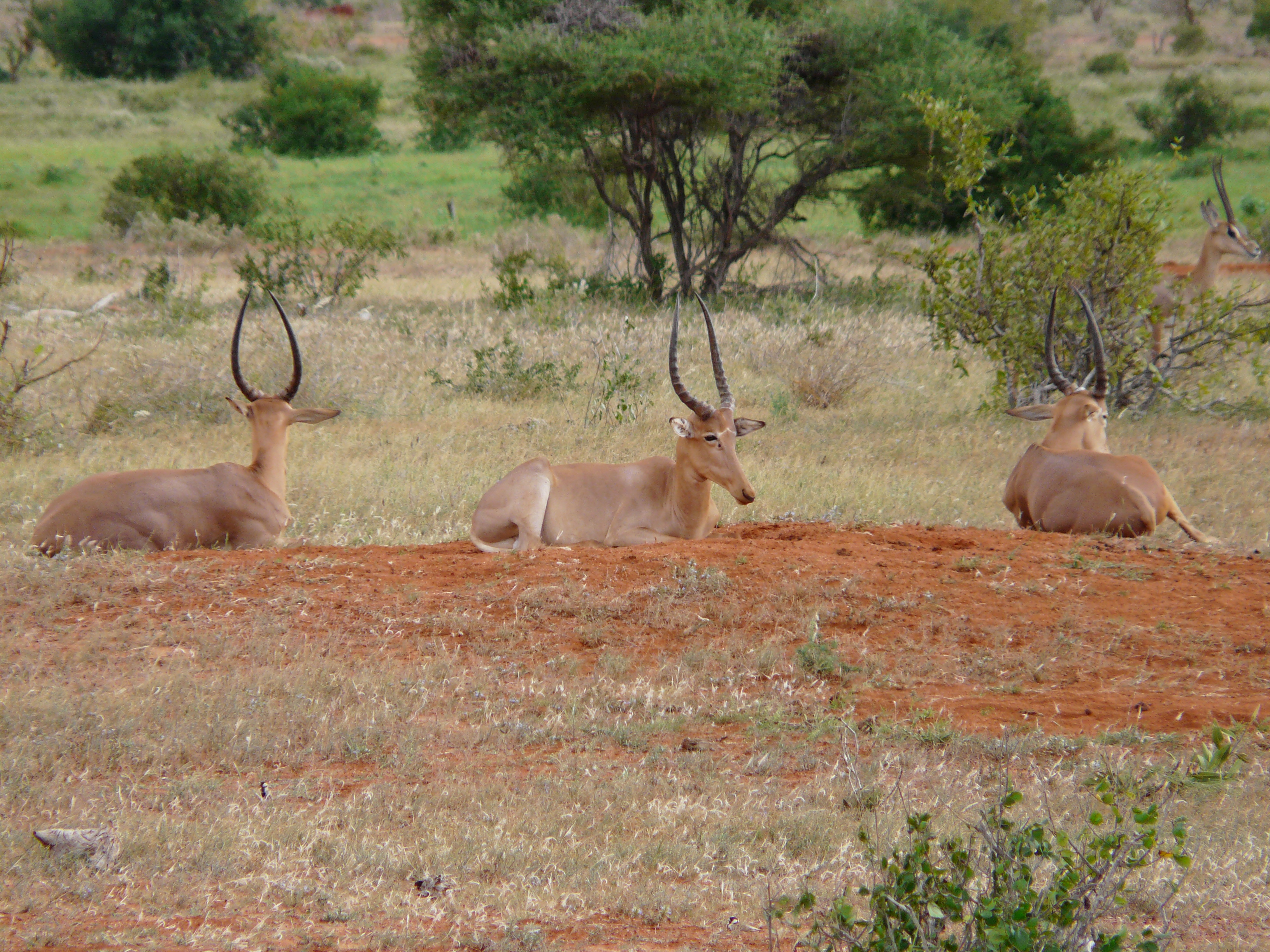
Стадо холостяків з трьох недорослих самців, національний парк Цаво Схід, 2011 р.

Дорослі самці намагаються закріпитися на території з гарним пасовиськом. Площа цих територій сягає 7 квадратних кілометрів і позначені послідом, виділеннями з підошвеноямкових залоз і місцями ямками, де самці шкрябають ґрунт копитами та ріжуть рослинність ногами. Існує припущення, що при низькій щільності популяції дорослі самці відмовляються від захисту власної території і замість цього йдуть за стадом. Самиці не захищають територію, але мають домашні ареали, які перекривають території кількох дорослих самців. Розмір домашнього ареалу стада коливається від 26 до 164,7 квадратного кілометра (10,0 до 63,6 миля2) із середнім розміром 81,5 квадратного кілометра (31,5 миля2).
Стада самиць з телятами є відносно стабільними, але стада холостяків дуже нестабільні. У 1970-х роках спостерігали, як вони утворюють скупчення до 300 особин, щоб скористатися обмеженими, але просторово згрупованими ресурсами під час сухого сезону (Bunderson, 1985). Інформація про територіальність самців і те, як це пов'язано з успіхом спаровування, відсутня (Butynski, 2000).
Молодняк народжується з вересня по листопад.  Дані про вік статевої зрілості та період вагітності недоступні для диких популяцій, однак у неволі вагітність становила приблизно 7,5 місяців (227–242 дні), при цьому одна самка спаровувалася у віці 1,4 року та народжувала в 1,9 року. Ще одна пара Beatragus hunteri спаровувалася, коли їм було 1,7 року. У неволі однією з головних причин смертності є рани, спричинені агресією всередині стада, в тому числі агресією між самицями. 

## Загрози
Причини історичного зменшення чисельності Beatragus hunteri невідомі, але, ймовірно, це поєднання факторів, що включають хвороби (зокрема, чуму великої рогатої худоби), полювання, сильні посухи, конкуренцію за їжу та воду з домашньої худоби та втрату середовища існування, спричинену вторгненням деревних рослин, як результат винищення слонів у межах свого ареалу. 
Антилопа віддає перевагу територіям, які використовуються для випасу домашньої худоби, що піддає їх підвищеному ризику таким захворюваням, як туберкульоз. Вони  вразливі до браконьєрства. 

## Чисельність популяції
Природний ареал становить не більше 1500  км 2 на кенійсько-сомалійському кордоні, але є також переселена популяція в національному парку Східний Цаво. Природна популяція в 1970-х роках, ймовірно, нараховувала 10 000–15 000 особин, але між 1983 і 1985 роками спостерігалося зниження на 85–90%. Підрахунок в 1995 і 1996 роках показав, що популяція налічує приблизно 1300 особин. Дослідження 2010 року оцінило популяцію виду в 402–466 тварин.
Переселена популяція була створена в кенійському національному парку Східний Цаво із переміщеннями в 1963 та 1996 роках. Під час переміщення в 1963 році було випущено 30 тварин, і перше дослідження в грудні 1995 року показало, що на той час у Цаво було принаймні 76 особин. Через вісім місяців перевезено ще 29 антилоп, які також були випущені в Цаво, щонайменше шість з яких на той час були вагітні. До грудня 2000 року популяція виду в Цаво повернулася до 77 особин, а до 2011 року популяція оцінювалася в 76 особин. 

## Стан і збереження
Beatragus hunteri перебуває під загрозою зникнення, і їх кількість у дикій природі продовжує скорочуватися. У дикій природі налічується від 300 до 500 особин, і жодна особина сьогодні не утримується в неволі. Це робить їх дуже вразливими перед браконьєрством.   
Незважаючи на те, що антилопа є однією з найрідкісніших, заходи щодо її збереження поки що були незначними. Національний заповідник Аравале був створений у 1973 році як невеликий заповідник для них, але з 1980-х років не обслуговувався як слід. У 2005 році чотири місцеві громади в районі Іджара у співпраці з Terra Nuova заснували заповідник Ісхакбіні Гірола.  Станом на 2014 рік 23 км 2, захищений від хижаків, огороджений заповідник був побудований в Ісхакбіні, і початкова популяція з 48 антилоп добре розмножується в заповіднику. 